# Ostašov
Ostašov (in tedesco Neudorf-Hostaschau) è un comune della Repubblica Ceca facente parte del distretto di Třebíč, nella regione di Vysočina.